# بلدة كيش
 بلدة كيش  (بالفارسية: بخش كيش شهرستان بندر لنگه )، إحدى البلدات الثلاثة التابعة لمدينة لنجة في محافظة هرمزغان في جنوب إيران.
- يبلغ عدد سكان « بلدة كيش » (بخش مركزى شهرستان بندر لنگه) 21946 نسمة حسب تعداد السكان لعام 2006 للميلاد.
- تتبع هذه البلدة أكثر من عشرة قرى كبيرة وصغيرة عامرة بأهلها.

## حدود بلدة كيش
حدود كيش: من الشمال: البلدة المركزية (لنجة)، ومن الجنوب مياه الخليج، ومن الغرب جزيرة لاوان، ومن الشرق تنتهي بمدينة خمير.

## وصلات خارجية
- كوخرد حاضرة إسلامية على ضفاف نهر مهران
- التقسيمات الادارية لمحافظة هرمزغان